# Bois-Himont
Bois-Himont és un municipi francès situat al departament del Sena Marítim i a la regió de Normandia. L'any 2007 tenia 427 habitants.

## Demografia

### Població
El 2007 la població de fet de Bois-Himont era de 427 persones. Hi havia 116 famílies de les quals 12 eren unipersonals (8 homes vivint sols i 4 dones vivint soles), 32 parelles sense fills, 64 parelles amb fills i 8 famílies monoparentals amb fills.
La població ha evolucionat segons el següent gràfic:
Habitants censats

### Habitatges
El 2007 hi havia 123 habitatges, 119 eren l'habitatge principal de la família i 4 eren segones residències. 122 eren cases i 1 era un apartament. Dels 119 habitatges principals, 80 estaven ocupats pels seus propietaris, 38 estaven llogats i ocupats pels llogaters i 1 estava cedit a títol gratuït; 3 tenien dues cambres, 19 en tenien tres, 36 en tenien quatre i 61 en tenien cinc o més. 109 habitatges disposaven pel capbaix d'una plaça de pàrquing. A 48 habitatges hi havia un automòbil i a 64 n'hi havia dos o més.

### Piràmide de població
La piràmide de població per edats i sexe el 2009 era:
| Homes | Edats   | Dones |
| ----- | ------- | ----- |
| 0     | 95 o +  | 0     |
| 0     | 90 a 94 | 0     |
| 0     | 85 a 89 | 0     |
| 0     | 80 a 84 | 0     |
| 0     | 75 a 79 | 4     |
| 4     | 70 a 74 | 0     |
| 4     | 65 a 69 | 4     |
| 4     | 60 a 64 | 4     |
| 0     | 55 a 59 | 8     |
| 24    | 50 a 54 | 4     |
| 56    | 45 a 49 | 24    |
| 36    | 40 a 44 | 16    |
| 44    | 35 a 39 | 8     |
| 8     | 30 a 34 | 0     |
| 12    | 25 a 29 | 8     |
| 16    | 20 a 24 | 12    |
| 20    | 15 a 19 | 8     |
| 16    | 10 a 14 | 32    |
| 0     | 5 a 9   | 8     |
| 4     | 0 a 4   | 4     |

## Economia
El 2007 la població en edat de treballar era de 324 persones, 234 eren actives i 90 eren inactives. De les 234 persones actives 222 estaven ocupades (146 homes i 76 dones) i 12 estaven aturades (6 homes i 6 dones). De les 90 persones inactives 19 estaven jubilades, 28 estaven estudiant i 43 estaven classificades com a «altres inactius».

### Ingressos
El 2009 a Bois-Himont hi havia 123 unitats fiscals que integraven 368 persones, la mediana anual d'ingressos fiscals per persona era de 17.441 €.

### Activitats econòmiques
Dels 6 establiments que hi havia el 2007, 3 eren d'empreses de construcció, 1 d'una empresa de comerç i reparació d'automòbils, 1 d'una empresa d'hostatgeria i restauració i 1 d'una empresa financera.
L'únic servei als particulars que hi havia el 2009 era una fusteria.
L'any 2000 a Bois-Himont hi havia 10 explotacions agrícoles que ocupaven un total de 609 hectàrees.

## Equipaments sanitaris i escolars
El 2009 hi havia una escola elemental.

## Poblacions més properes
El següent diagrama mostra les poblacions més properes.